# Лэй Цян
Лэй Цян (кит. 雷强, англ. Lei Qiang; род. 1960, провинция Шэньси, Китай) — китайско-канадский музыкант, исполнитель на китайском народном смычковом инструменте эрху.
Начал играть на эрху в пятнадцатилетнем возрасте. В 1978—1982 гг. учился в Сианьской консерватории — одном из наиболее престижных учебных заведений Китая в области традиционной музыки. На протяжении следующего десятилетия гастролировал по Китаю, а также Японии в составе Ансамбля песни и пляски провинции Шэньси.
В 1993 г. Лэй Цян эмигрировал в Канаду и обосновался в Монреале. Первоначально он зарабатывал на жизнь как уличный музыкант. На улице его и услышал продюсер небольшой звукозаписывающей фирмы, предложивший записать демоверсию сольного альбома. Первый студийный альбом Лэй Цяна вышел в 1995 г.: сольная партия была записана им в Монреале, а сопровождение ансамбля традиционных китайских инструментов — в Китае как минусовая запись. Этот альбом приносит музыканту популярность. В том же году Брюно Пельтье приглашает Лэй Цяна для участия в записи своего второго альбома «Défaire l’amour». Затем начинается сотрудничество Лэй Цяна с Цирком Солнца: в 1996 г. он участвовал в записи саундтрека к программе «Quidam», а в 1998 г. аккомпанировал труппе в ходе шоу «О» в Лас-Вегасе. В промежутке в 1997 г. совершил совместный гастрольный тур с исполнительницей на пипе Лю Фан и выпустил второй альбом.